# Elettra (nave 1904)
Elettra fu la nave-laboratorio su cui Guglielmo Marconi effettuò numerosi dei suoi esperimenti di radiofonia tra le due guerre mondiali.

## Storia
La storia dell'Elettra è lunga e travagliata. Venne costruita nei primi anni del novecento in Scozia dai cantieri Ramage & Ferguson Ltd. con il nome di Rovenska. Dopo vari passaggi di proprietà passò sotto la proprietà di Marconi che nel 1921 la chiamò con lo stesso nome che anni dopo diede alla figlia avuta in seconde nozze.

### Costruzione e allestimento a panfilo
La costruzione avvenne nei cantieri Ramage & Ferguson Ltd. di Leith presso Edimburgo su progetto degli ingegneri Cox e King di Londra, varata il 27 marzo 1904, per conto di Carlo Stefano d'Austria, con il nome di Rovenska, a ricordo della località di Rovensca sull'isola di Lussino dove l'arciduca aveva una lussuosa villa in cui amava soggiornare. La nave innalzò la bandiera dell'Imperial-Regia Marina Austro-Ungarica fino al 1909.
Nel 1910 lo yacht venne venduto a Sir Maxim Waechter passando sotto bandiera del Regno Unito, mantenendo lo stesso nome e nel 1914 venne rivenduto all'industriale Gustav H.F. Pratt.

### Nave pattuglia durante la prima guerra mondiale
Con lo scoppio del primo conflitto mondiale la nave venne requisita dal governo britannico e trasformata in unità di pattugliamento e di scorta della Royal Navy nella Manica, impiegata tra il Regno Unito ed i porti francesi di Brest e Saint Malò.
Con la fine delle ostilità la nave, messa in disarmo, venne portata a Southampton e messa all'asta, e nel 1919 acquistata da Guglielmo Marconi per 21.000 sterline.

### Nave laboratorio di Marconi

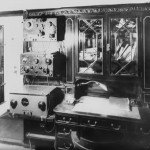
Panfilo Elettra cabina esperimenti

La nave, salpata da Londra nel luglio 1919, giunse a Napoli in agosto e quindi portata a La Spezia per i lavori di trasformazione in laboratorio scientifico.
La nave, ribattezzata Elettra, venne iscritta nel Registro Navale Italiano il 27 ottobre 1921, mentre il suo passaggio definitivo sotto bandiera italiana venne ratificato il 21 dicembre successivo.
Particolarmente importanti gli esperimenti effettuati nel golfo del Tigullio, in contatto con la stazione di terra posta alle torri Gualino, sulla penisola di Sestri Levante. In onore di ciò, nelle carte ufficiali della marina italiana, il golfo del Tigullio aveva assunto il nome ufficiale di "golfo Marconi".
Negli anni venti e trenta l'Elettra solcò le acque di tutti i mari del mondo fino a che nel 1937, alla morte dello scienziato, la nave venne acquistata dal Ministero delle comunicazioni per la cifra di 820.000 lire.

### Nave da guerra durante la seconda guerra mondiale e affondamento
Allo scoppio della seconda guerra mondiale la nave venne trasferita nel porto di Trieste fino a quando, in seguito alle vicende che seguirono l'armistizio di Cassibile, venne requisita dai tedeschi ed armata con cinque mitragliere, una da 15mm e quattro da 20mm in due torrette binate. Nella Kriegsmarine venne immessa in servizio prima con la sigla G-107, poi NA-6.
La nave Elettra partì da Trieste il 28 dicembre 1943 per una missione di pattugliamento lungo le coste della Dalmazia. Il 21 gennaio 1944 la nave giunse nelle acque di Diclo (Diklo), vicino a Zara, dove la mattina successiva venne individuata da alcuni cacciabombardieri alleati da cui venne colpita. Il comandante, prima che la nave affondasse, scelse di arenarla.

### Recupero del relitto e smantellamento
Con il trattato di pace il relitto della nave divenne proprietà della Jugoslavia, le cui autorità solo nel 1959 permisero l'effettuazione dei rilievi tecnici sulle possibilità di recupero della nave, consentendone poi la restituzione, grazie all'intervento diretto di Tito su sollecitazione dell'allora ministro degli esteri, il futuro presidente della Repubblica Segni.

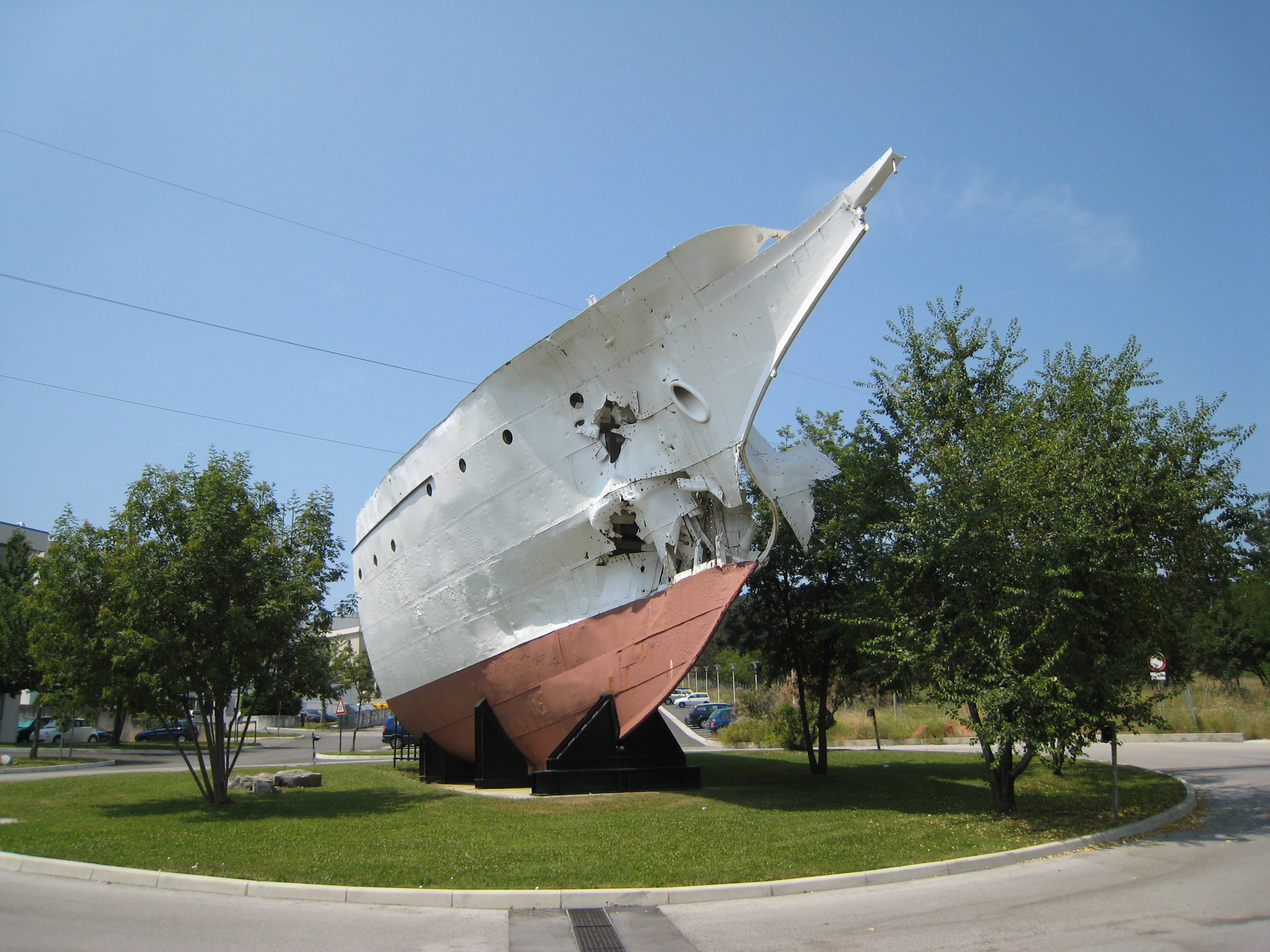
La prua della nave Elettra esposta all'AREA Science Park di Trieste

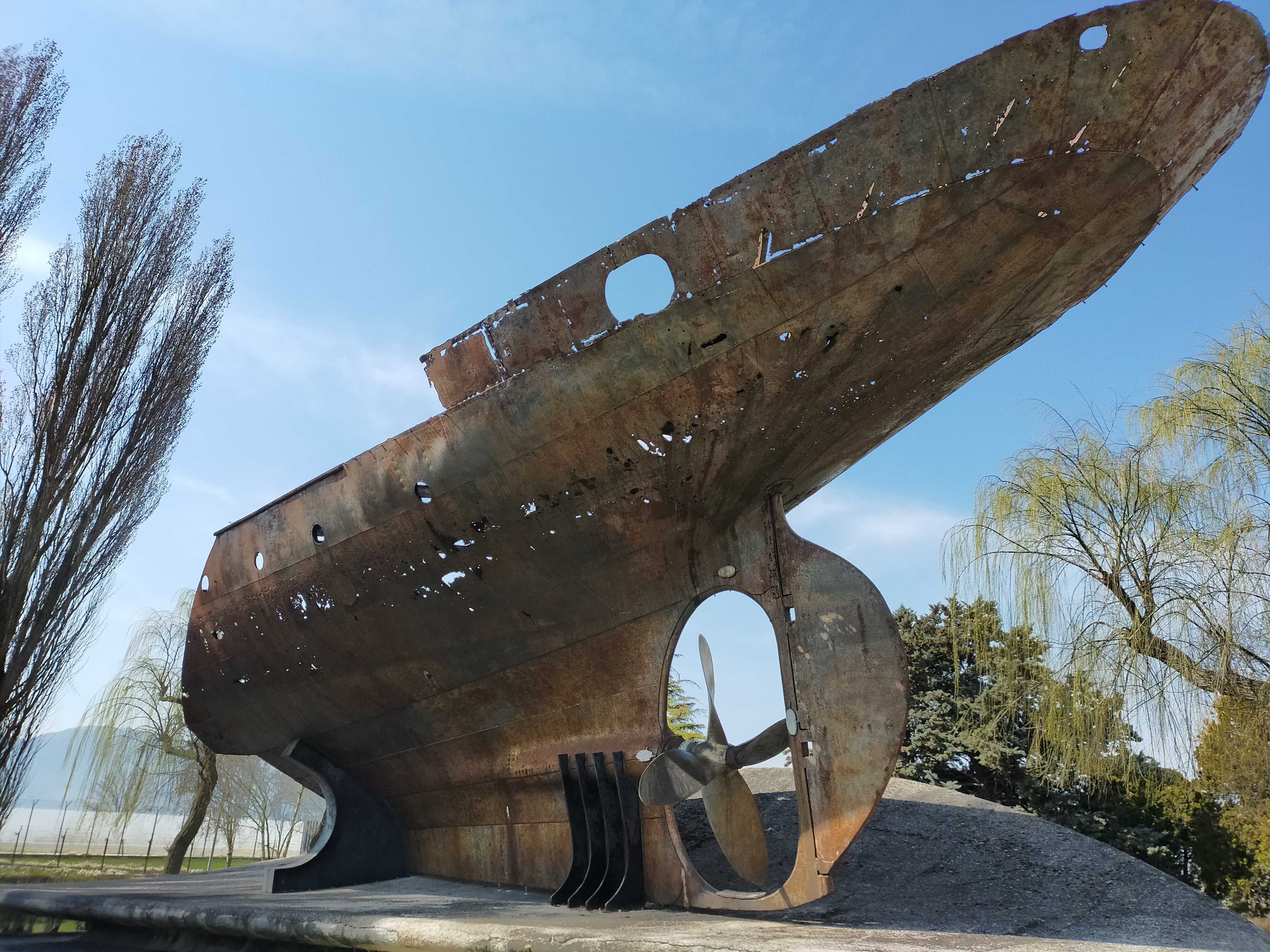
La poppa esposta nel Centro spaziale del Fucino in Abruzzo

La nave, restituita all'Italia, nel 1962 venne riportata a galla e rimorchiata nel Cantiere San Rocco di Muggia, presso Trieste.
Il Ministero delle poste e delle telecomunicazioni fece predisporre uno studio per la ricostruzione della nave, ma gli alti preventivi di spesa rimandavano i lavori. Nel 1972, a seguito dell'interessamento dell'allora presidente del Consiglio Andreotti, intervenuto su sollecitazione dell'ammiraglio Virgilio Spigai, presidente del Lloyd Triestino, vennero stanziati per la sua ricostruzione 2 miliardi e 400 milioni di lire e la nave venne trasportata presso il vicino cantiere navale San Marco di Trieste. Un nuovo progetto di ricostruzione con preventivo di lavori di circa 7 miliardi di lire, che superava ampiamente quanto in precedenza stimato e stanziato dal Governo, bloccò nuovamente il tutto ed il progetto fu accantonato e venne presa la decisione di demolire la nave.

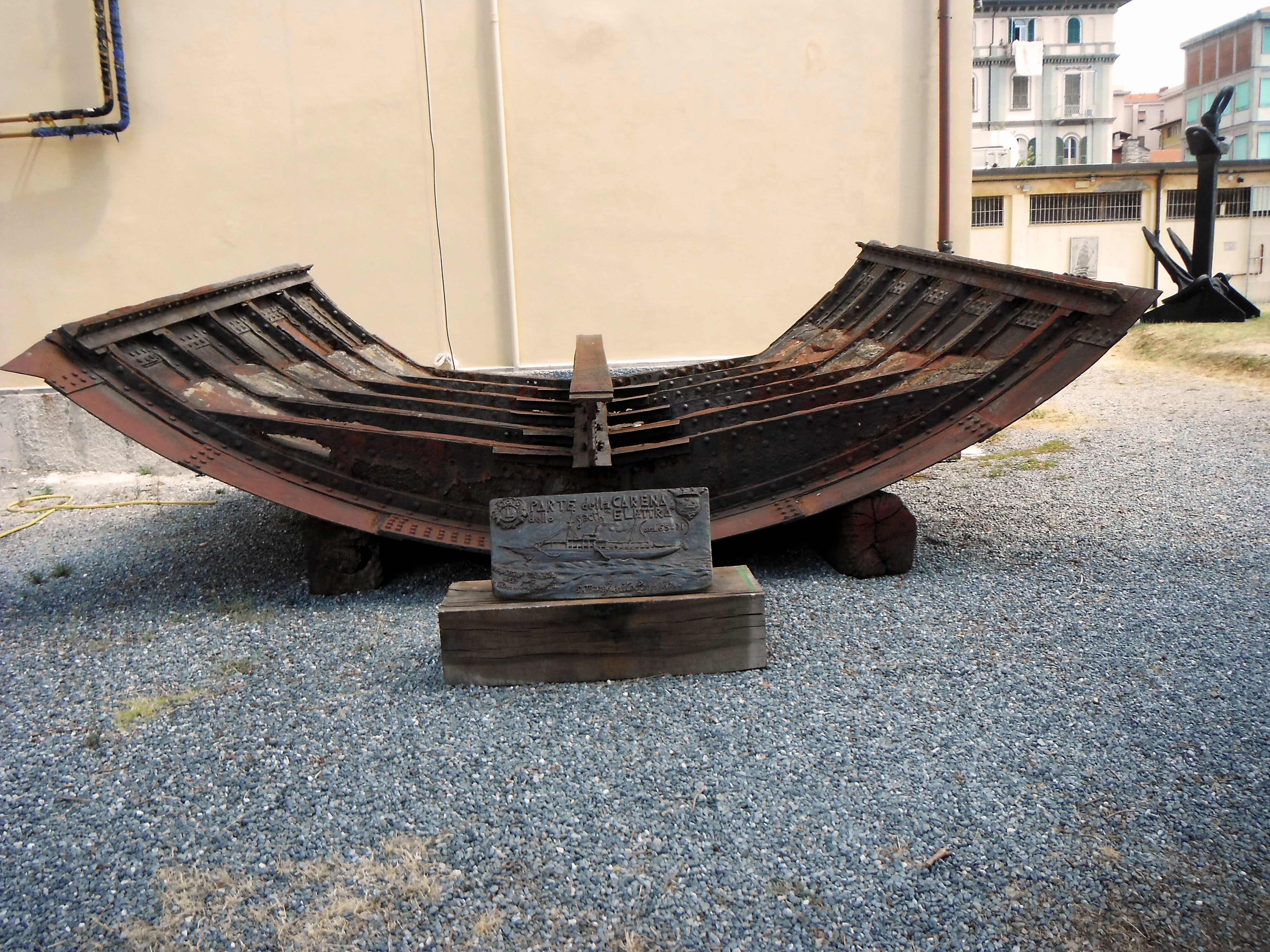
Parte della carena esposta al museo tecnico navale di La Spezia

Il 18 aprile 1977 il relitto venne di nuovo messo in bacino e lo scafo tagliato in varie porzioni, con le varie parti della nave distribuite a vari musei.
In seguito a queste vicende, nel 1979 si costituì, per iniziativa privata di Onofrio Giovenco di Bogliasco (GE), un "Comitato per la Reintegrazione della Elettra di Marconi" (CREM), che si prodigò nel tentativo di ricostruire la nave.
Le parti più grandi si trovano attualmente a:
Trieste: La prua è conservata all'AREA Science Park a Padriciano presso Trieste, dove nel palazzo ex campo profughi si trovano i due alberi della nave, con l'albero di bompresso che è utilizzato come asta di bandiera nel campo dell'Accademia Marittima Internazionale; sempre nel capoluogo giuliano altri resti della nave sono conservati presso il Museo Postale e Telegrafico della Mitteleuropa e presso il Civico museo del mare, dove sono conservati il tasto con cui lo scienziato trasmise l'impulso che accese le luci a Sydney, l'ecometro, un'ancora e due ordinate della sezione maestra della nave.
Muggia: nella sede dell'associazione "Fameia Muiesana" è conservato il tornio di bordo.
Milano: le apparecchiature di bordo sono state date al Museo nazionale della Scienza e della Tecnica.
Piana del Fucino: la sezione di poppa della nave con l'elica ed il timone è stata donata nel 1978 dal Ministero delle Poste e Telecomunicazioni a Telespazio ed è conservata e visibile presso il Centro spaziale del Fucino, ad Ortucchio in provincia dell'Aquila.
Pontecchio Marconi: nel giardino della villa Grifone, sede della Fondazione Marconi, è stata portata una sezione dello scafo con alcune ordinate e parte dell'opera viva.
Roma: la dinamo a vapore è al Museo delle Poste e Telecomunicazioni; all'EUR è stata restaurata ed è in mostra la cabina in cui lo scienziato effettuava i suoi esperimenti.
Santa Margherita Ligure: a villa Durazzo, su di un piedistallo, vi è la sezione di trinchetto con parte del fasciame e di una paratia.
Venezia: nel padiglione delle navi del Museo storico navale di Venezia, nell'ambito del complesso monumentale dell'Arsenale di Venezia, sono ospitate il motore a vapore a triplice espansione, la caldaia e la relativa porzione di carena e nell'Arsenale vi è la sezione prodiera. Inoltre nella zona di Mestre davanti all'ufficio postale c'è un monumento con una parte della fiancata.
La Spezia: presso il Museo tecnico navale è conservata una parte della carena.
Sydney: il Circolo Marconi ha in mostra una sezione dello scafo.
Anzio: il Reale Circolo Canottieri Tevere Remo utilizza la scala esterna dell'Elettra per accedere al piano superiore
La Marina Militare ha battezzato con il nome Elettra una nave di supporto, entrata in servizio nel 2003.